# Herb gminy Goleszów
Herb gminy Goleszów – jeden z symboli gminy Goleszów.

## Wygląd i symbolika
Herb przedstawia na tarczy w polu niebieskim białe widły, a przed nimi dwa żółte kłosy zboża. Jest to również symbol sołectwa Goleszów Dolny i historyczny symbol wsi Goleszów. 